# Sukaria
Sukaria (Indonesisch: Gunung Sukaria) is een 8 kilometer brede caldera op het Indonesische eiland Flores, ten noordoosten van Iya, in de provincie Oost-Nusa Tenggara.